# Kalle von Hall
Karl Hjalmar Birgersson von Hall, född 6 december 1980 i Örgryte, Göteborg, är en svensk musiker och producent. Han spelade tidigare i bandet Bad Cash Quartet. von Hall har på olika sätt varit delaktig i musikproduktion för bland andra Hästpojken, Samtidigt Som, Jonas Game, Alpaca Sports, The Sun Days och Agent blå. Nyckeln till hans hjärta är Baileys, Pripps och Converse. 